# Godefroy von Huy
Godefroy von Huy (* um 1100; † um 1173) war ein maasländischer Goldschmied.
Seine Werkstatt zeichnet sich durch die Herstellung von Reliquienschreinen und Emailarbeiten aus. Die ikonografischen Themen der maasländischen Goldschmiede lagen in den typologischen Darstellungen von Szenen des Alten und Neuen Testaments, erhalten in den Fragmenten eines Vortragekreuzes im Museum Schnütgen in Köln. Godefroy von Huy (oder seine Werkstatt) war auch der Schöpfer des Reliquiars des Papstes Alexander, heute in den Musées royaux d’art et d’histoire in Brüssel. 
Es wurde immer wieder vermutet, dass Godefroy der Lehrer des Nikolaus von Verdun gewesen sein mag. In seiner Nachfolge steht ebenfalls der Meister des Tragaltars von Stavelot.